# Nemoria isabelae
Nemoria isabelae là một loài bướm đêm trong họ Geometridae.